# هجوم متحف باردو 2015

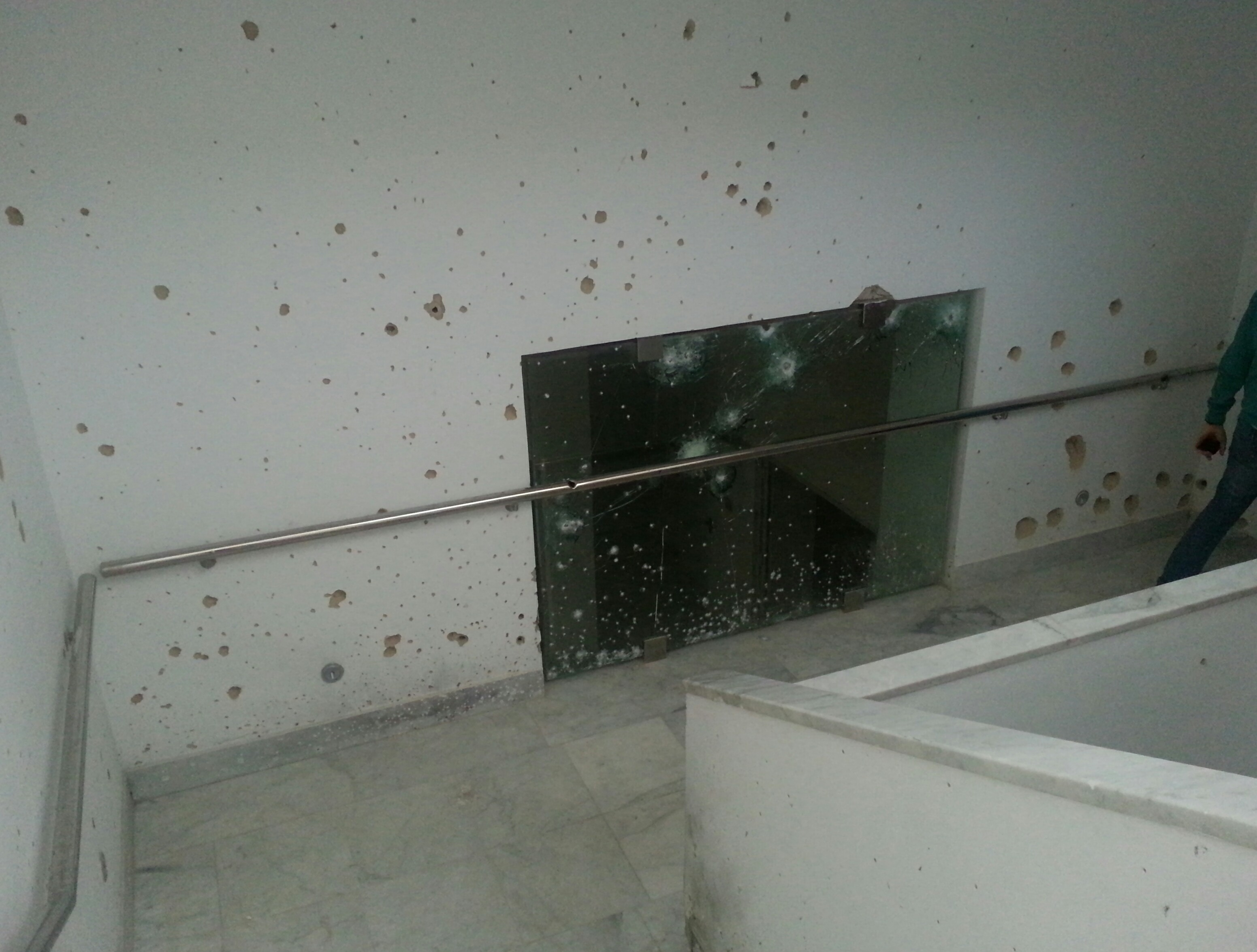
أثار للرصاص في بهو المتحف.

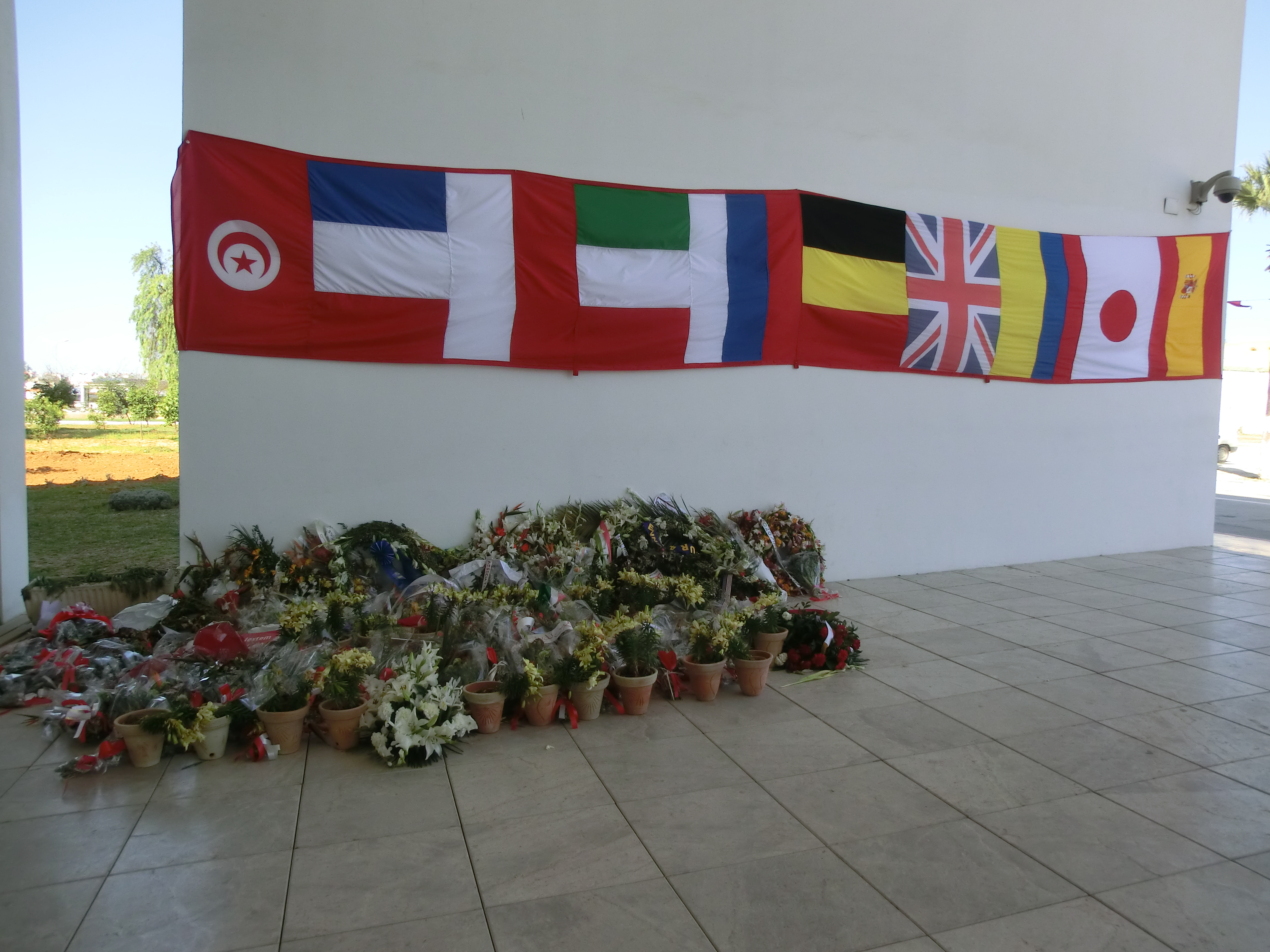
أعلام جنسيات الضحايا وباقات ورد في مدخل المتحف.

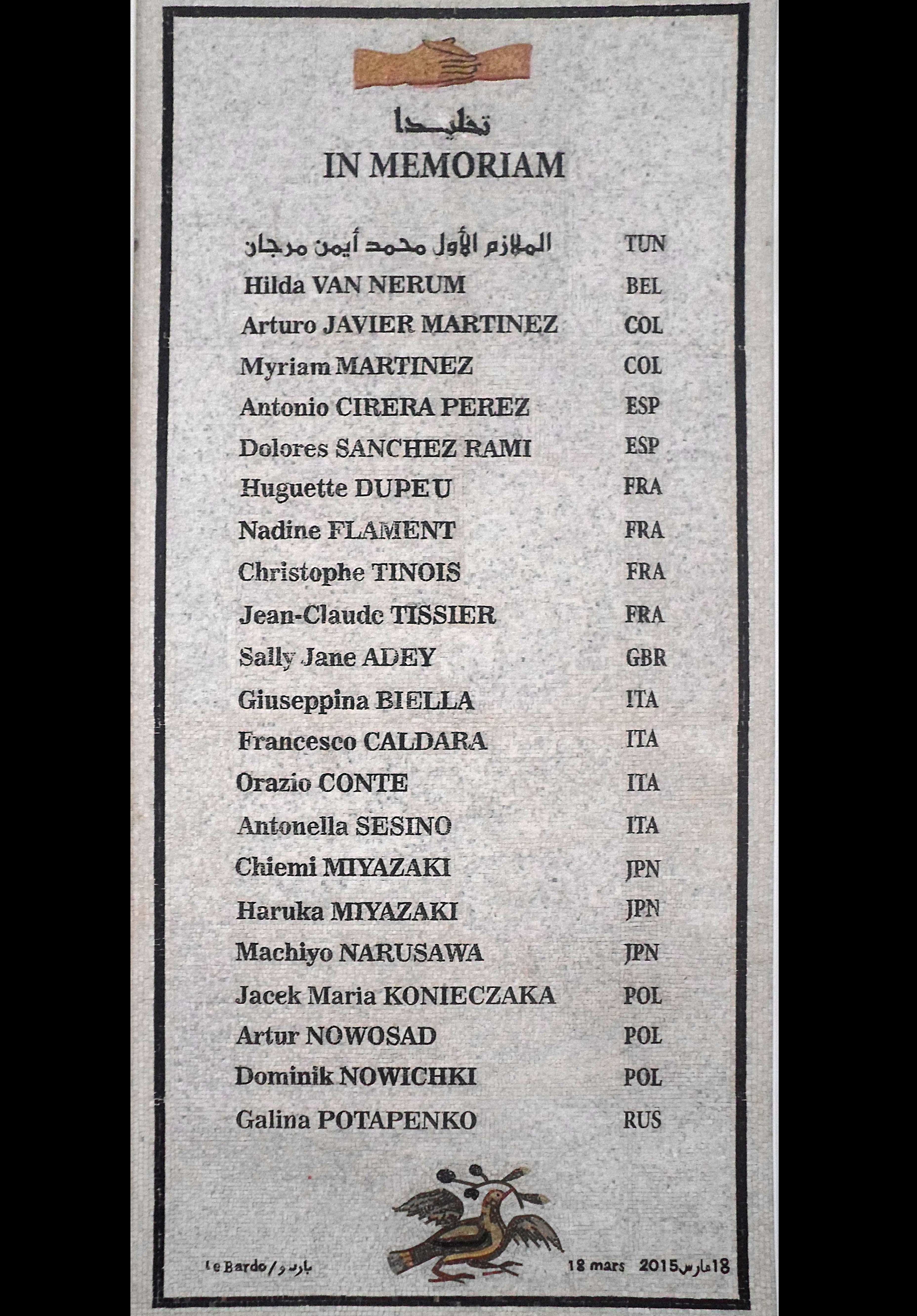
نصب تذكاري بأسماء الضحايا عند المدخل.

هجوم متحف باردو هو هجوم واحتجاز رهائن إرهابي وقع في 18 مارس 2015 في حوالي الساعة 12:30 في باردو قرب مدينة تونس العاصمة في تونس. خلف الهجوم 22 قتيلا إضافة إلى المسلحين و45 جريح وتم احتجاز حوالي 200 سائح.

تم تنظيم مسيرة دولية لمناهضة الإرهاب بين ساحة باب سعدون وساحة باردو شارك فيها عشرات الآلاف من التونسيين وحوالي 30 من قادة العالم وذلك في 29 مارس 2015.

تم تدشين نصب تذكاري في شكل لوحة فسيفسائية تحمل أسماء الضحايا ال22 وأسمائهم في مدخل المتحف من قبل قادة العالم المشاركين في المسيرة.

## الأحداث
في نصف النهار، تحديدا في 12:30، قام ثلاثة أشخاص مسلحين بكلاشنيكوف وقنابل يدوية حاولوا الدخول لساحة مجلس نواب الشعب، أين يتم في ذلك الوقت القيام بجلسة حول مشروع لقانون الإرهاب كان حاضرا فيها وزير الداخلية ووزير العدل وعدة دبلوماسيين وكذلك قادة من الجيش والاستخبارات. بعد عدم استطاعة الدخول توجهوا لمتحف باردو الملاصق للمجلس وقتلوا في طريقهم 22 شخص منهم 20 سائح وجرحوا 42 آخرين. بعد ذلك احتموا في مكان داخل المتحف مع عدة عشرات الرهائن. من بين الضحايا يوجد ركاب سائحين نزلوا من سفينة سياحية في حلق الوادي من سفينتي كوستا فاشينوزا وأم أس سي سبلنديدا.

منذ بداية الحادثة تمركزت قوات هائلة من الجيش الوطني التونسي وقوات الأمن الرئاسي والأمن الوطني والشرطة والفوج الوطني لمجابهة الإرهاب حول مكان الحادثة والشوارع المحيطة.

في حوالي الساعة 15:30، القوات الخاصة التونسية وخاصة الفوج الوطني لمجابهة الإرهاب اقتحموا المتحف. تم قتل المسلحين وفي المقابل توفي واحد من القوات الخاصة.

مئات الرهائن من جنسيات عدة تم تحريرها من المتحف مباشرة على الهواء وانتقلت في البداية لداخل مجلس نواب الشعب ثم توزعوا على المستشفيات وثكنات الجيش.

أثناء الهجوم، كان وزير الخارجية التونسي الطيب البكوش يتواجد في فرنسا، وأثناء الحادث قام نظيره الفرنسي بتنظيم عدة ندوات صحفية إلى جانب تسخير مركز الأزمة التابع للوزارة الفرنسية على ذمة البكوش وذلك لمتابعة الأخبار دقيقة بدقيقة. مركز الأزمة كذلك بدأ بالتدقيق في الصور الفيديوهات الواردة والتثبت من الضحايا وأيضا التواصل مع السلطات التونسية لبحث سبل التعاون.

## تحقيق
من الغد، رئيس الحكومة التونسية الحبيب الصيد، كشف للعلن عن هوية المسلحين ذوا الجنسية التونسية، وهما ياسين العبيدي، أصيل حي شعبي في تونس العاصمة، وصابر الخشناوي أصيل مدينة القصرين. أعلن أيضا إيقاف تسعة مشتبه فيهم. 

في نفس اليوم، تم تبني العملية من قبل تنظيم الدولة الإسلامية، الذي أكد في بيان صوتي أن المتحف وزواره الأجانب هو الذي كان الهدف وليس البرلمان. 

حسب عبد الفتاح مورو، نائب رئيس مجلس نواب الشعب، أربعة رجال أمن كان عليهم حراسة البرلمان، لم يكونوا موجودين أثناء الهجوم، أحدهم كان غائبا، والثاني كان بصدد الأكل أما الاثنان البقية فقد ذهبا إلى المقهى.
اعتقل مغربي يشتبه في مشاركته في الهجوم الدموي على متحف باردو في تونس، مساء الثلاثاء 19 مايو في ميلانو شمال إيطاليا.

### قرارات
في 23 مارس 2015 قام رئيس الحكومة الحبيب الصيد بإقالة مجموعة من الأمنيين لإخلالهم بواجبهم أثناء الهجوم وبهدف نجاعة المنظومة الأمنية في محيط المتحف والبرلمان، وهم:
| - مدير إقليم الأمن بتونس. - مدير إدارة وحدات الطريق العمومي. - مدير الأمن السياحي. - رئيس منطقة أمن باردو. | - رئيس فرقة الإرشاد بباردو. - رئيس مركز أمن باردو. - رئيس منطقة أمن سيدي البشير. |

وكذلك تم أخد القرار في أن يكون المسجد القريب من مجلس النواب مقتصرا على النواب أنفسهم والعاملين بالبرلمان دون سواهم.

## الضحايا والجرحى
في المجموع ترك الهجوم 22 قتيل إضافة للمسلحان و45 جريح.

ملاحظة: تم احتساب أسفله المسلحان ذوا الجنسية التونسية.
| الجنسية         | القتلى | الجرحى | المجموع |
| --------------- | ------ | ------ | ------- |
| إيطاليا         | 4      | 11     | 15      |
| اليابان         | 3      | 5      | 8       |
| فرنسا           | 4      | 6      | 10      |
| بولندا          | 3      | 11     | 14      |
| كولومبيا        | 2      | 0      | 2       |
| إسبانيا         | 2      | 0      | 2       |
| تونس            | 3      | 9      | 12      |
| المملكة المتحدة | 1      | 0      | 1       |
| روسيا           | 1      | 0      | 1       |
| بلجيكا          | 1      | 0      | 1       |
| جنوب إفريقيا    | 0      | 2      | 2       |
| ألمانيا         | 0      | 1      | 1       |
| المجموع         | 24     | 45     | 69      |

## القوات
شاركت في العملية قوات هامة وعديدة من مختلف القوات الحاملة للسلاح في تونس وهي:
- الجيش الوطني التونسي:
  - فرقة التدخل العسكري (GIM)
  - وحدات التدخل الخاصة (UFS)
- الحرس الوطني:
  - الوحدة المختصة للحرس الوطني (USGN)
  - وحدة كوماندوس الحرس الوطني (UCGN)
- الشرطة التونسية:
  - الفوج الوطني لمجابهة الإرهاب (BAT)
  - الفوج الوطني للتدخل السريع (BNIR)
- الحرس الرئاسي:
  - وحدة التدخل والحماية (GIP)

## ردود الفعل

### محلية
- رئيس الجمهورية التونسية الباجي قائد السبسي: قال في خطاب تلفزي أن هذا العمل هو «عمل وحشي ويريد ضرب تونس والديمقراطية ولكن الشعب التونسي أقوى من ذلك ويجب علية التعبئة العامة ضد الإرهاب».
- الرئيس السابق لتونس المنصف المرزوقي: أدان المرزوقي الرئيس السابق لتونس بمنتهى الشدة هذا العمل الإرهابي في بيان صادر من مكتبه، وتوجه بالتعازي لكل التونسيين وعائلات الضحايا، ودعا إلى الوحدة الوطنية ووضع خطة لمقاومة الإرهاب والتطرف.[9]
- رئيس الوزراء الحبيب الصيد: أكد أن كل الجهود يجب أن تتظافر ضد الإرهاب وللوقوف مع الدولة وقوات الأمن. وصف أن هذا الهجوم «جبان ويريد إيقاف مسار الديمقراطية في تونس التي لن يتوقف قطارها».
- مجلس نواب الشعب: تم تنظيم جلسة عامة إستثنائية في ساعة متأخرة في الليل مكرسة لهذا الهجوم وضحاياه.
- رئيس حركة النهضة راشد الغنوشي: قال في ندوة صحفية أن الهجوم هو «هجوم وحشي ولا يمت للإسلام بصلة» وأن هؤلاء «الجبناء إستغلوا حالة الحرية التي تعيشها بلادنا من أجل توجيه هذه الضربة الموجعة»، وأضاف «نحن نقول لكم لن تكسروا شوكتنا ولن تنتصروا على وحدتنا». ونظمت حركة النهضة مسيرة في شارع الحبيب بورقيبة مناهضة للإرهاب وذلك مع بقية الحساسيات التونسية.
- ديوان الإفتاء: أعرب مفتي الجمهورية التونسية الشيخ حمدة سعيد عن تنديده واستنكاره الشديد لهذا «العمل الإجرامي»، ودعا التونسيين بأن يتسلّحوا بالصبر والثبات وعدم الضعف والاستكانة أمام الإرهاب. والوقوف مع قوات الأمن والجيش صفا واحدا وذلك «في سبيل الله والوطن».[10]

### دولية
- الأمم المتحدة: في بيان مقدم من قبل المتحدث الرسمي باسم الأمين الأمين، قال أن أمين عام الأمم المتحدة بان كي مون يندد بأشد العبارات هذا العمل الإجرامي والإرهابي، ويعبر عن تعازيه لعائلات الضحايا وعن مساندته الكاملة لتونس حكومة وشعبا.[11]
- الاتحاد الأوروبي: الممثلة العليا للاتحاد الأوروبي للشؤون الخارجية والسياسة الأمنية فيديريكا موغيريني نسبت العملية لتنظيم الدولة الإسلامية وقالت أنه مع هذا الهجوم الذي ضرب تونس اليوم، هذه المنظمة الإرهابية تجدد إسائتها للمنطقة الإسلامية والمتوسطية، وهذا يقوي عزمنا على التعاون بشكل وثيق مع شركائنا لمواجهة التهديد الإرهابي، وأكدت أن الاتحاد الأوروبي يعمل لحشد جميع الأدوات المتوفرة لديه لتقديم الدعم الكامل لتونس في مجال مكافحة الإرهاب وإصلاح قطاع الأمن.[12]
- البرلمان الأوروبي: ندد البرلمان الأوروبي بالهجوم الذي وصفه بالجبان والذي يريد ضرب مسار الانتقال الديمقراطي في تونس، وقال أن الاتحاد الأوروبي والبرلمان الأوروبي سيبقيان دائما إلى جانب تونس في كل المستويات والمراحل التي تمر بها، وسيعزز جهوده في مقاومة الإرهاب. وعزى من جهة أخرى عائلات الضحايا والتونسيين عامة. يذكر أن الاتحاد الأوروبي وقف دقيقة صمت على ضحايا الهجوم.[13]
- الاتحاد العالمي لعلماء المسلمين: ندد رئيس الاتحاد علي محي الدين القرة داغي بالهجوم الإرهابي ودعا التونسيين للتوحد والتصدي ضد الإرهاب والابتعاد عن الفتنة.[14]
- جامعة الدول العربية: ندد رئيس الجامعة نبيل العربي بالهجوم الإرهابي وقال أنه يهدف إلى النيل من مسار العملية الديمقراطية الرائدة في تونس، مؤكدا على وقوف جامعة الدول العربية إلى جانب تونس في مواجهة التطرف والإرهاب بكافة أشكاله.[15]
- الناتو: في بيان صادر عن الأمانة العامة، قال الأمين العام للحلف ينس ستولتنبرغ أنه يدين بأشد العبارات الهجوم الواقع في تونس، وقدم تعازيه للرئيس السبسي والشعب التونسي، وقال أنه أفكاره مع عائلات الضحايا والجرحى. من جهة أخرى عبر البيان أن الناتو سيواصل عمله مع تونس في الحوار المتوسطي في مجال مكافحة الإرهاب.[16]
- يونسكو: المديرة العامة لليونسكو إيرينا بوكوفا أدانت الهجوم على متحف باردو وصفته «بالمجزرة» وعبرت أن مؤزارتها للتونسيين وعائلات الضحايا وذلك في بيان رسمي، وقالت أن هذا العمل «الجبان» يتعارض مع هذه المبادئ ويجب أن «يقوي وحدتنا في مكافحة التطرف»، وأضافت أن تونس نجحت في التحدي من أجل الديمقراطية وروح التوافق بين مخلتف أطياف الشعب ويجب الإستمرار في هذا الطريق، وأكدت على عزم اليونسكو الكبير على «دعم الشعب التونسي باسم هذه القيم».[17]
- الاتحاد الأفريقي: أدان الاتحاد الأفريقي بشدة الهجوم الذي وصفه بالشنيع وأكد على ضرورة تعزيز التعاون لمكافحة الإرهاب وقال أن رئيسة مفوضية الاتحاد الأفريقي نكوسازانا دلاميني زوما قد علمت باستياء بالهجوم الإرهابي، وتقدم أحر التعازي لحكومة وشعب تونس وأسر وأقرباء الضحايا، وكذلك دعمت تونس لمواصلة مسارها الديمقراطي. ومن جهة أخرى دعت لتوحيد الصفوف أفريقيا ودوليا لمواجهة الإرهاب والتطرف.[18]
- اتحاد المغرب العربي: أصدرت الأمانة العامة لاتحاد المغرب العربي بيانا نددت فيه بشدة العمل الإرهابي في تونس وقالت أنها تلقت باستياء شديد نبأ الهجوم، وتقدمت بخالص تعازيها إلى الحكومة والشعب التونسيين وإلى أسر الضحايا، وقالت أن هذا العمل يتنافى مع الدين الإسلامي الحنيف وقالت أن هذه الجريمة الشنعاء تريد إستهداف العملية الديمقراطية التونسية ودعت إلى تظافر الجهود في محاربة الإرهاب.[19]
- الاتحاد من أجل المتوسط: ندد الاتحاد من أجل المتوسط بالعمل الإرهابي في تونس وعبر عن تضامنه الكامل مع تونس والشعب التونسي، وشددت على وجوب التصدي للإرهاب بشتى الطرق.[20]
- منظمة التعاون الإسلامي: أدان الأمين العام لمنظمة التعاون الإسلامي بشدة العمل الإرهابي الذي ضرب تونس وقال إياد بن أمين مدني أن المنظمة متضامنة مع تونس في التصدي للإرهاب الذي يحاول زعزعة أمن تونس وهو ما لن يتحصل عليه.[21]
- المنظمة الدولية للفرنكوفونية: نددت الأمينة العامة للمنظمة ميكائيل جان بشدة بالهجوم الذي وقع في تونس وقالت أن هذا الهجوم الجبان لن يؤثر على تونس وتحولها الديمقراطي، وعبرت عن تعازيها وتضامنها مع تونس أسر الضحايا.[22]
- المنظمة الإسلامية للتربية والعلوم والثقافة: ندد الأمين العام للمنظمة عبد العزيز بن عثمان التويجري للهجوم وقال أن يقع في إطار يستهدف الإرث الحضاري والتاريخي للعالم وذلك في عدة دول، وقال أنه يتضامن مع تونس وأسر الضحايا، ويدعم الدولة التونسية في مكافهة الإرهاب.[23]
- فرنسا: قال الرئيس الفرنسي فرنسوا أولاند في اتصال هاتفي بالرئيس التونسي الباجي قائد السبسي أن فرنسا متضامنة مع تونس وأن بلاده تندد بشدة هذا العمل الإجرامي.[24] وقال مانويل فالس الوزير الأول أنه يدين بأشد العبارات الهجوم، وقال إن فرنسا وتونس تعملان معا من أجل مقاومة الإرهاب. وفي بيان لوزارة الخارجية الفرنسية قال لوران فابيوس أن خلية الأزمة بالوزارة تعمل بالقوة القصوى من أجل تونس والتونسيين وندد بهذا العمل الإرهابي الجبان وقال أن هذه الضربة لم تكن صدفة حيث أن تونس هي الوحيدة الناجية من زوبعة الأزمات في المنطقة واستطاعت المضي في الانتقال الديمقراطي.[25]
- قطر: أكدت وزارة الخارجية القطرية أن دولة قطر تدين هذا العمل الإرهابي وقالت أن هذا الهجوم الإجرامي يتنافى مع كافة القيم والمبادئ الإنسانية، ويهدف إلى النيل من استقرار تونس وتضامن دولة قطر الكامل مع الحكومة التونسية في سعيها لحماية مكتسبات الثورة التونسية عبر الاحتكام إلى القانون والمؤسسات الشرعية، والجهود التي يتم بذلها لتحقيق السلام والاستقرار.[26]
- تركيا: أدانت تكيا بشدة هذا الهجوم وذلك في بيان لوزارة الخارجية وتوجهت بالتعازي لأسر الضحايا وكل التونسيين وعبرت عن مواصلتها لدعم الحكومة التونسية وشعبها ضد جميع المحاولات الموجهة إلى إستقراره وسلامته.[27]
- إيطاليا: رئيس الوزراء الإيطالي ماتيو رينزي ندد بالهجوم الإرهابي وقال أنه قريب من حكومة تونس. وقال أن هذا الهجوم يضرب الإسلام المعتدل.
- بولندا: أدان الرئيس برونيسواف كوموروفسكي هذا الهجوم الوحشي والجبان الذي ضرب تونس والتونسيين وكل العالم وقال أنه مصدوم من هذا العمل وقام باتصال هاتفي مع الرئيس التونسي. قرر كذلك توقيف حملته الانتخابية مع منافسه أندزجي دودا الذي قام بنفس الشيء.[28] من جهته مجلس النواب البولندي ومجلس الشيوخ البولندي قاما بتنكيس الأعلام والحداد وبالتنديد الشديد لهذه العملية.[29]
- المملكة المتحدة: وزارة الخارجية البريطانية نصحت رعايا بالابتعاد عن متحف باردو. وفي بيان صادر عن وزارة الخارجية أكد أن مواطنة قد توفت في العملية وكذلك أدان بشدة هذا العمل وعبر عن التعازي لها ولعائلتها وبقية الضحايا. وأكد أيضا وقوف بريطانيا إلى جانب الانتقال الديمقراطي في تونس الذي اعتبره باهرا وأيضا مساندة تونس ضد الإرهاب.[30]
- كولومبيا: الرئيس الكولومبي خوان مانويل سانتوس عبر عن أسفه لمقتل اثنين من الكولومبيين الذين قتلوا في الهجوم، وأعرب عن تضامنه مع أسرهم ومع تونس ككل.[31]
- إسبانيا: وزير الخارجية الإسبانية أدان الهجوم وقال أن الحكومة الإسبانية تدين بأشد العبارات هذا الهجوم الإرهابي الجبان وتؤكد تضامنها الكامل مع السلطات التونسية.[32]
- الولايات المتحدة: السفارة دعت إلط الابتعاد عن محيط المتحف عاجلا.[33] وزير الخارجية جون كيري قال إن الولايات المتحدة تدين بأشد العبارات الممكنة الهجوم الإرهابي القاتل اليوم في المتحف الوطني باردو في تونس، حيث قتل مسلحون 19 شخصا وجرح أكثر من 20 آخرين. نمد تعازينا القلبية لدينا لأسر الضحايا وأحبائهم. وسنبقى ندعم تونس لتكون رائدة في انتقالها الديمقراطي.
- السعودية: أدان مصدر مسؤول بوزارة الخارجية السعودية الهجوم وأكد على وقوف السعودية مع تونس.[34]
- الإمارات العربية المتحدة: أدان وزير الخارجية الإماراتي عبد الله بن زايد آل نهيان بأشد العبارات الحادث الإرهابي الجبان الذي شهدته العاصمة التونسية وأكد على الموقف الثابت للامارات بدعم استقرار تونس.[35]
- عُمان: أصدرت وزارة الخارجية العمانية بيانا أدانت فيه «الاعتداء الإرهابي والعمل الإجرامي» وعبرت عن تضامنها مع تونس وعزت أسر الضحايا.[36]
- البحرين: أصدرت وزارة الخارجية البحرينية بيانا أدانت فيه «الهجوم الإرهابي» وحذرت أنه يهدف إلى عرقلة أمن تونس وعزت الضحايا وتمنت الشفاء العاجل للمصابين.[37]
- المغرب: أصدرت وزارة الشؤون الخارجية والتعاون المغربية بيانا أدانت فيه بشدة «العمل الإرهابي الشنيع» واستنكرت بقوة «العمل الإرهابي المقيت» الذي يريد القضاء على النموذج الديمقراطي التونسي وعبرت عن تضامنها مع الشعب التونسي الشقيق.[24]
- الجزائر: أصدرت وزارة الشؤون الخارجية الجزائرية بيانا أدانت فيه بشدة «هذا العمل الإجرامي البشع» وعبرت عن تضامنها الكامل واللامشروط مع تونس ضد هذه «العملية اليائسة».[38]
- أستراليا: أدانت الحكومة هذا الهجوم الإرهابي، وعبرت عن دعمها الكلي لتونس وشعبها ولعائلات الضحايا. وقال توني أبوت وزير الخارجية أن تونس سارت بكل خطى ثابثة في مسارها الديمقراطي ويجب كلنا أن نحافظ عليه.[39]
- الأردن: عَبَّر عبد الله الثاني بن الحسين عن إدانته للهجوم، ووصفه بالإرهابي والجبان، وذلك خلال إتصال هاتفي مع الرئيس التونسي القائد السبسي. كما قدم تعازيه للرئيس وأُسر الضحايا.[40]
- المكسيك: نددت المكسيك بهذه العملية وعزت عائلات الضحايا وكذلك عبرت عن مساندتها لتونس.[41]
- الفاتيكان: في رسالة لأبرشية تونس عزى الفاتيكان متمثلا في البابا فرانسوا وكاتب الدولة للشؤون الخارجية للفاتيكان بياترو بارولان العمل الإرهابي والإجرامي والمعادي للإنسانية ودعا العالم للإتحاد ضد الإرهاب ومساندة تونس في هذه المواجهة ولتبقى في مسيرتها للديمقراطية.[42]
- سنغافورة: في بيان لوزارة الخارجية قال المتحدث الرسمي باسم الوزارة تنديد الدولة الشديد لهذا الهجوم وناد بتوثيق التعاون مع تونس في مجهوداتها ضد الإرهاب.[43]
- كوسوفو: في بيان رسمي لوزارة الخارجية قال الوزير أنه يندد بشدة لهذا الهجوم المؤسف وأنه يعبر عن مساندتها لأسر الضحايا وأن كوسوفو تقف مع التحالف العالمي للحرية والديمقراطية في مكافحة التطرف والإرهاب التي تضرب دول العالم.[44]
- ألبانيا: أدانت وزارة الخارجية الألبانية بشدة الهجوم على متحف باردو وأعربت عن تعازيها الصادقة لأسر ضحايا هذا العمل الإرهابي المأساوي، وكذلك دعت إلى محاربة الإرهاب الذي تكاثر في العالم بدون أي تنازلات وبكل عزم.[45]
- بيلاروس: في بيان لوزارة الخارجية قال أن جمهورية بيلاروسيا علمي ببالغ الألم العميق بخبر الهجوم، وأنه يدين كل أشكال العنف وكذلك عبر عن تعازيه الصادقة لأسر القتلى والجرحى.[46]
- بلجيكا: قال وزير الخارجية البلجيكي ديدييه رايندرز في بيان صحفي عن تعازيه وبلاده لأسر الضحايا وتنديدهم الصادق لهذا الهجوم وكذلك مساندتهم لتونس دولة وحكومة وشعبا. وعبر من جهة أخرى عن ثقة بلاده في المسار الديمقراطي التي تسير فيه تونس ومزيد توطيد العلاقات بين البلدين.[47]
- جمهورية التشيك: أدانت وزارة الخارجية التشيكية الهجوم بشدة واعتبرته هجوما علي العملية الديمقراطية التونسية، وعبرت عن تعاطفها العميق مع أسر الضحايا وعموم المواطنين ودعم الحكومة في مكافحة الإرهاب.[48]
- إستونيا: أدانت وزيرة الخارجية الإستونية كايت بنتوس روسيمانوس للهجوم الدامي في تونس، وقالت أنه من المهم أن يقف المجتمع الدولي بحزم باسم القيم المشتركة لمنع انتشار الإرهاب، وعبرت عن تضامنها مع المجتمع التونسي ككل.[49]
- اليونان: في بيان لوزارة الخارجية قال أن اليونان تدين بشكل قاطع الهجوم الإرهابي القاتل على متحف في العاصمة التونسية، وأعرب عن تعازيها لأحباء الضحايا مؤكدا على وقوف اليونان ضد أي حركة تؤثر على السلم العالمي.[50]
- أيرلندا: صرح وزير الخارجية شارلي فلاناغان في بيان رسمي عن إدانته الكاملة للهجوم واعتبره محاولة لتقويض المسار التونسي نحو الديمقراطية وأعرب عن تعاطفه الشديد مع تونس حكومة وشعبا ودعا العالم للتحرك ضد الحركات الإرهابية في العالم.[51]
- كوريا الجنوبية: في بيان رسمي من وزارة الخارجية الكورية الجنوبية قالت أن حكومة كوريا الجنوبية تقدم التعازي العميقة للضحايا وأسر الضحايا، وأكدت على موقفها الراسخ المعادي للإرهاب والعنف، ودعم تونس في طريق القضاء على الإرهاب وتحقيق التنمية الوطنية.[52]
- صربيا: أدانت حكومة صربيا في بيان رسمي لوزارة الخارجية الهجوم المسلح الذي تعرضت له تونس وعبرت عن دعمها لكامل للدولة التونسية في مقاومة الإرهاب، وعبرت عن تعازيها الخالصة للتونسيين والضحايا وأقاربهم.[53]
- سلوفاكيا: أدانت وزارة الخارجية بشدة الهجوم الإرهابي وقالت أن حكومة سلوفاكيا تدعم بقوة تونس التي لا زالت تسير بخطوات ثابثة في مسارها الانتقالي، وعبرت من جهة أخرى عن تعازيها لأقارب وأصدقاء الضحايا.[54]
- ليبيا: اتصل رئيس الحكومة الليبية الموقتة عبد الله الثني هاتفيًا بالرئيس التونسي الباجي قائد السبسي، قدّم خلاله التعازي له وللشعب التونسي، كما ذكرت الصفحة الرسمية للحكومة الليبية الموقتة على موقع فيس بوك أن الثني أكّد للرئيس التونسي «تضامن الحكومة الليبية الموقتة بالوقوف جنبًا الي جنب مع الشعب التونسي الشقيق لمحاربة الجماعات الإرهابية، والتنظيمات المتطرفة، وأكّد علي أن أمن واستقرار تونس هو من أمن واستقرار ليبيا». كما أدانت الحكومة الليبية في بيان لها، بأشد العبارات الهجوم علي متحف باردو.[55]
- إندونيسيا: أدانت أندونيسيا الهجوم الإرهابي في تونس في بيان رسمي وعبرت عن تعازيها ومواساتها لتونس وعائلات الضحايا، ومن جهة أخرى عبرت عن دعمها للعملية الديمقراطية في البلاد.[56]
- الأوروغواي: في بيان رسمي لوزارة الخارجية، قال أن الحكومة الأوروغويانية تندد بشدة الهجوم الواقع في متحف في تونس، وعبر عن مساندة البلاد لتونس وعن العزاء الخالص للتونسيين وعائلات الضحايا.[57]
- جورجيا: قالت وزارة الخارجية في بيان رسمي أنها تندد بشدة بالهجوم الذي جد في متحف باردو، وعبرت عن تعازيها لتونس وعائلات الضحايا، وقالت أنه تهنأ تونس وتدعمها على مسارها الديمقراطي وفي مكافحتها للإرهاب.[58]
- بنما: في بيان لوزارة الخارجية، قال أن حكومة بنما تعلن عن سخطها للهجوم الإرهابي الذي استهدف تونس ومتحف باردو، وأعربت عن تعازيها لتونس وشعبها وكذلك لحكومات وعائلات وأقارب الضحايا، وأضافت أن بنما ترفض العنف والإرهاب.[59]
- هولندا: نددت وزارة الخارجية الهولندية في بيان رسمي بعد أيام من الحادثة بالهجوم الذي ضرب تونس وعبرت عن تضامن هولندا مع الجمهورية التونسية لمقاومة الإرهاب والمضي في طريق الديمقراطية.[60]

#### غير رسمية
- على الفيسبوك وتويتر ثم في ندوة صحفية عبر الرئيس السابق لفرنسا نيكولا ساركوزي في بيان رسمي باسمه وباسم حزبه الاتحاد من أجل حركة شعبية الذي يترأسه، عن أسفه الشديد للأحداث الإرهابية التي ضربت تونس وعبر عن تضامنه مع كل التونسيين في كل مكان إلى جانب عائلات الضحايا، وأضاف أن فرنسا ستبقى دائما بجانب تونس.[61]
- في بيان رسمي لرئيس الوزراء الفرنسي السابق فرنسوا فيون على موقعه على الأنترنت قال أنه يدين بشدة هذه الهجمات الجبانة والهمجية وقال أنه متضامن مع تونس الشعب التونسي في هذا الوضع.[62]
- رئيس مجلس الشيوخ الفرنسي الحالي جيرارد لارشيه عبر في بيان رسمي باسم المجلس عن تضامن المجلس بكافة أعضائه للحكموة التونسية والشعب عموما، وقال أن الإرهاب يضرب بلدا تحول للديمقراطية، وعلينا الوقوف مع تونس على كل المستويات لتبقى في هذا الطريق.[63]
- رئيس الجمعية الوطنية الفرنسية الحالي كلود بارتولون عبر في بيان رسمي باسم المجلس عن تعازيه الخالصة للحكموة التونسية والشعب التونسي، وقال أن الصداقة بين المجلس والدولة التونسية ستبقى وتتقوى، وأضاف أن فرنسا ستبقى بجانب تونس للدفاع عن الديمقراطية ومكافحة الإرهاب.[64]
- كذلك عدة شخصيات فرنسية نددت بهذا العمل وعبرت عن تضامنها مع الشعب التونسي وعائلات الضحايا من السائحين على الفيسبوك وتويتر وهم رؤساء الوزراء السابقين جان مارك أيرولت وألان جوبيه وعمدة باريس السابق برتراند ديلانو والوزراء الحاليون أو السابقون جان فرنسوا كوبيه، برونو لو مار، فرانسوا ربسامان، إرفيه موران، غويوم غارو، ميشال آليو ماري، والنواب جان كريستوف كامباديليس، جان كريستوف لاغارد، ساندرين مازيتييه، هارلام ديزير، ميشال مينار والكاتب نيكولا بوفييه.
- على صفحتها الرسمية في تويتر، قالت وزيرة الخارجية السويدية الحالية مارغوت فالستروم أنها مصدومة وحزينة للهجوم الذي ضرب تونس والمتهف الذي كانت قد زارته منذ 4 أسابيع وكذلك عبرت عن مساندتها لتونس وشعبها وعائلات الضحايا.[65]
- على صفحته الرسمية في تويتر، قال الأمين العام لمجلس أوروبا الدنماركي ثوربيورن ياغلاند أنه ذعر لهجوم تونس، وعبر عن مساندته لتونس حكومة وشعبا.[66]
- قال اتحاد المنظمات الإسلامية في فرنسا أنه تلقى نبأ الهجوم برعب شديد، وندد بشدة بهذا العمل الإرهابي الذي لا يريد فقت ضرب السياحة التونسية، ولكن تونس كلها، وكذلك مسارها الديمقراطي، وعبر عن تعازيه لعائلات الضحايا والشعب التونسي، وشدد على تضامن الاتحاد مع الشعب التونسي والجالية التونسية في فرنسا.[67]
- في بيان رسمي بين مسجد باريس الكبير والمجلس الفرنسي للديانة الإسلامية نددا فيه بشدة الهجوم الذي ضرب متحف باردو وعبرا عن تعازيهما لعائلات الضحايا وتضامنهما مع الشعب التونسي الذي يختو خطى واثقة نحو الديمقراطية. قام المسجد كذلك بإقامة صلة الجنازة على الضحايا وذلك عقب صلاة الجمعة التي تلت الحادث. وبعدها كذلك مباشرة تم تنظيم وقفة أمام المسجد مناهضة للإرهاب ومتضامنة مع تونس.[68]
- في بيان رسمي عن تجمع مسلمي فرنسا قال أنه تلقى نبأ الهجوم بذعر كبير، وندد بشدة بهذا العمل الإرهابي الجبان حسب قوله، وعبر عن تعازيه لعائلات الضحايا وعن دعمه الكامل والمشترك للشعب التونسي، وطلب من جميع المساجد بإقامة صلاة الغائب على أرواح الضحايا وذلك بعد صلاة الجمعة التي تلت الحادث.[69]

#### أخرى
- بلدية باريس قامت بعرض عبارات مساندة على شاشاتها الإلكترونية المنتشرة في مختلف أنحاء باريس مكتوب عليها: «باريس متضامنة مع تونس والشعب التونسي» (Paris solidaire de Tunis et du peuple Tunisien) وذلك لعدة ساعات.
- عمدة باريس آن هيدالغو قالت أن باريس ستعض على ذمة تونس مجانا كل أماكن نشر الإعلانات المتوفة لديها لوضع إعلانات سياحية لتشجيع السياحية التونسية.[70]
- نادي شتوتغارت الألماني قام لاعبوه من جهتهم بكتابات لافتات ورقية وكتابة عليها عبارات مساندة لتونس وهي: «أحب تونس» (I love Tunisia) و«زيارة تونس» (Visit Tunisia).[71]
- أطلق شعار اشتهر وأسس على غرار «أنا شارلي» والذي تبع الهجوم على صحيفة شارلي إبدو وكان هذا الشعار هو «أنا تونس» (Je Suis Tunisie) وكذلك «أنا باردو» (Je Suis Bardo).
- أطلقت حملة استقبلتها وزارة السياحة وهي «سأزور تونس في الصيف» (I Will Come To Tunisia This Summer) و(J'Irai En Tunisie Cet Été) أين قام عدد كبير من الأناس حول العالم بتصوير أنفسهم مع لوحات ورقية عليها هذه العبارات.[72][73]
- شركة توماس كوك البريطانية السياحية قامت بكتابة رسالة طويلة مساندة لتونس وللسياحة التونسية وقالت فيها أن رحلاتها المتهجة نحو تونس لن تغير ولن تمس، ودعت جميع الشركات إلا دعم تونس وعدم التأثر بالهجوم الإرهابي المعزول.[74]
- بدعوة من وزارة السياحة، قامت الفنانة اللبنانية ماجدة الرومي بزيارة تونس كسفيرة سلام للأمم المتحدة في 26 مارس 2015 والتقت بوزيرة السياحة ورئيس الجمهورية بعبرت عن مساندتها لتونس بعد هذا الهجوم وعن تنديدها الشديد لقتل الأبرياء والهجوم على معلم ثقافي، وقالت أنها «تقف مع الشرفاء في تونس الكرامة وتونس الحق ومع سيادة تونس بشعبها وقيادتها».[75]
- زار وفد فرنسي يمثل الديانات التوحيدية الثلاث في فرنسا وهي اليهودية والإسلامية والمسيحية تونس والتقى برئيس الحكومة والجمهورية ونددوا باسمه وابسم من يمثلونهم بالهجوم الإرهابي الذي حسب قولهم لا يمثل أي دين من الديانات التي تدعو للسلام في العالم.[76]
- في صورة نشرتها وزارة السياحة، ظهر طالب الرفاعي الأمين العام لمنظمة السياحة العالمية يحمل ورقة لافتة مكتوب عليها «سأذهب إلى تونس».[77]
- في صورة نشرتها وزارة السياحة، ظهر كل من إيميليو بوتراغينيو اللاعب الدولي السابق والمدير الحالي للعلاقات الدولية في نادي ريال مدريد، وطالب الرفاعي الأمين العام لمنظمة السياحة العالمية وأخيرا أوليفيير بارا نيغريو مدير الإدارة في نادي ريال مدريد يحملون لافتة مكتوب عليها «سأذهب إلى تونس».[78]
- في صورة نشرتها وزارة السياحة، ظهر المدير العام ورئيس مجلس السفر والرحلات الدولي دافيد سكوسيل يحمل ورقة لافتة مكتوب عليها «سأذهب إلى تونس».[79]

#### الإعلام
نقلت أحداث الهجوم أغلب وسائل الإعلام العالمية مباشرة ومنها قناة الجزيرة، قناة العربية، سي إن إن، فوكس نيوز، فرانس 24 وذلك لعدة ساعات. من جهتها كل من القناتين الفرنسيتين قناة بي أف أم وإي-تيليه فقد قطعتا برامجهما تماما وسخرتا نسختين خاصتين متواصلتين مع العديد من الضيوف ونقل مباشر خاص بتونس وذلك منذ بداية الهجوم حتى الغد.

### مظاهرات

#### في تونس
- تم تنظيم مسيرات ووقفات احتجاجية منددة بالإرهاب في كل الولايات وفي أغلب المدن وذلك بتنظيم القوى الحزبية والنقابية والجمعياتية متحدة وشارك في أغلب المسيرات سياح أجانب في لمسة تضامن مع تونس.
- تم القيام بوقفة منددة بالإرهاب ومساندة للدولة وقوات الأمن وذلك عشية الهجوم وشارك فيها ألآف التونسيين من جميع مكونات الشعب وذلك أمام المسرح البلدي بتونس في شارع الحبيب بورقيبة في تونس العاصمة.[80]
- تم تنظيم مسيرة منددة بالإرهاب وذلك بعد يوم من الهجوم في نابل شمال البلاد وجمعت أغلب أطياف ومكونات المجتمع المدني في الجهة.[81]
- تم تنظيم مسيرة في تونس العاصمة وذلك بمشاركة عدد هام من السياح الأجانب في 20 مارس 2015 ورافقت عيد الاستقلال في البلاد.[82]
- وقفة أمام متحف باردو نظمها الاتحاد العام التونسي للشغل وذلك تنديدا بالإرهاب وجسيدا للوحدة الوطنية.[83]
- تم تنظيم مسيرة منددة بالإرهاب وذلك في 21 مارس في نابل شمال البلاد وجمعت نواب الولاية إلى كل أحزاب ومجمعيات ومنظمات الجهة.[84]

#### في العالم
- فرنسا: عشية الهجوم في 18 مارس تم تنظيم وقفة احتجاجية ضمت عدة مئات من التونسيين وغيرهم في ساحة جود في مدينة كليرمون فيران (أوفرن).[85]
- فرنسا: في مارسيليا في 19 مارس تم تنظيم وقفة ضد الإرهاب أمام القنصلية التونسية في المدينة وشارك فيها عدة مئات.[86]
- فرنسا: تم تنظيم وقفة تندد بالهجوم في 20 مارس أمام القنصلية التونسية في غرونوبل في فرنسا وذلك من قبل الجالية التونسية في المدينة.[87]
- فرنسا: نظمت وقفة احتجاجية في 20 مارس ضمت العشرات في مدينة مولان (أوفرن) من تنظيم فرع الرابطة الفرنسية لحقوق الإنسان في المدينة.[88]
- فرنسا: وقفة احتجاجية في 21 مارس من قبل جمعية الصداقة الفرنسية التونسية في مدينة كليرمون فيران (أوفرن) وشارك فيها عدة مئات.[85]
- فرنسا: وقفة احتجاجية في 21 مارس من الرابطة الفرنسية لحقوق الإنسان في مدينة مونليصون (أوفرن) وشارك فيها عدة عشرات.[89]
- فرنسا: تم تنظيم مظاهرة كبيرة في ساحة الجمهورية في العاصمة باريس في 21 مارس ضمت ما بين 900 و1400 متظاهر وشارك فيها رئيس حزب اليسار جون لوك مولونشون.[90]
- فرنسا: تم تنظيم وقفة منددة بالهجوم في مدينة نيس في 21 مارس وشارك فيها حوالي 500 شخص.[90]
- فرنسا: تم تنظيم مسيرة في مدينة تولوز في 21 مارس وجمعت بين 100 و200 شخص وانطلقت من إحدى ساحات المدينة فاتجاه القنصلية التونسية الموجودة فيها.[91]

### زيارات
- وزير الداخلية الفرنسي برنار كازنوف ذهب إلى تونس في 20 مارس والتقى الرئاسات الثلاث، الجمهورية الباجي قائد السبسي والحكومة الحبيب الصيد ومجلس النواب محمد الناصر وحمل معه رسالة مساندة كاملة من فرنسا على جميع المستويات.[92]
- عمدة باريس آن هيدالغو انتقلت إلى تونس في 21 مارس والتقت رئيس الحكومة الحبيب الصيد وعدة وزراء ومسؤولين وعمدة تونس لتقديم مساندتها لتونس ولتعبر عن استعداد باريس الكامل لتقديم كل المساعدات والمعونات لتونس لمجابهة الإرهاب.[93]
- وزير الخارجية المغربي صلاح الدين مزوار وصل إلى تونس حاملا رسالة ملكية تندد بالعمل الإرهابي في تونس وعبر عن تضامن المغربي مع تونس وتوطيد العلاقات بين البلدين في عدة مستويات.[94]
- وفد من البرلمان الإيطالي وصل تونس والتقى بالرئيس وعبر عن تضامن إيطاليا مع تونس بعد هذا الهجوم.[95]
- نائب رئيس وزراء البرتغال باولو بورتاس زار تونس والتقى برئيس الجمهورية ورئيس الحكومة وذلك لتأكيد تعاون بلاده مع تونس في عدة مجالات وخاصة مكافحة الإرهاب وكذلك للتعبير عن تضامن شعب البرتغال مع الشعب التونسي.[96]
- وزير الخارجية الإيطالي باولو جينتيلوني سافر لتونس في 25 مارس 2015 والتقى برئيس الجمهورية ووزير الخارجية وعبر على تضامن إيطاليا مع الشعب التونسي في طريقه لإنهاء مسار الانتقال الديمقراطي وأكد على تعاون البلدين في مكافحة الإرهاب.[97]
- وفد فرنسي زار تونس في 31 مارس 2015 يضم حوالي 30 شخصا بينهم أعضاء من مجلس النواب والشيوخ ونشطاء في المجتمع المدني وصحافيين وفنانين ومثقفين والتقوا برئيس الجمهورية ووزيرة السياحة.[98]
- زار رئيس المجلس الأوروبي دونالد توسك والممثلة العليا للإتحاد الأوروبي للشؤون الخارجية والأمن فيديريكا موغيريني تونس في 31 مارس 2015 والتقيا برئيس الجمهورية ورئيس الحكومة ورئيس مجلس نواب الشعب ويجددا فيهما دعم الاتحاد الأوروبي لتونس في مسيرتها الديمقراطية ومكافحة الإرهاب وسبل التعاون الثنائي بين الاتحاد وتونس لدعم هذه الأخيرة اقتصاديا وأمنيا، ثم ذهبا بعد ذلك ووضعا إكليلا من الزهور في متحف باردو.[99]

### المنتدى الاجتماعي العالمي

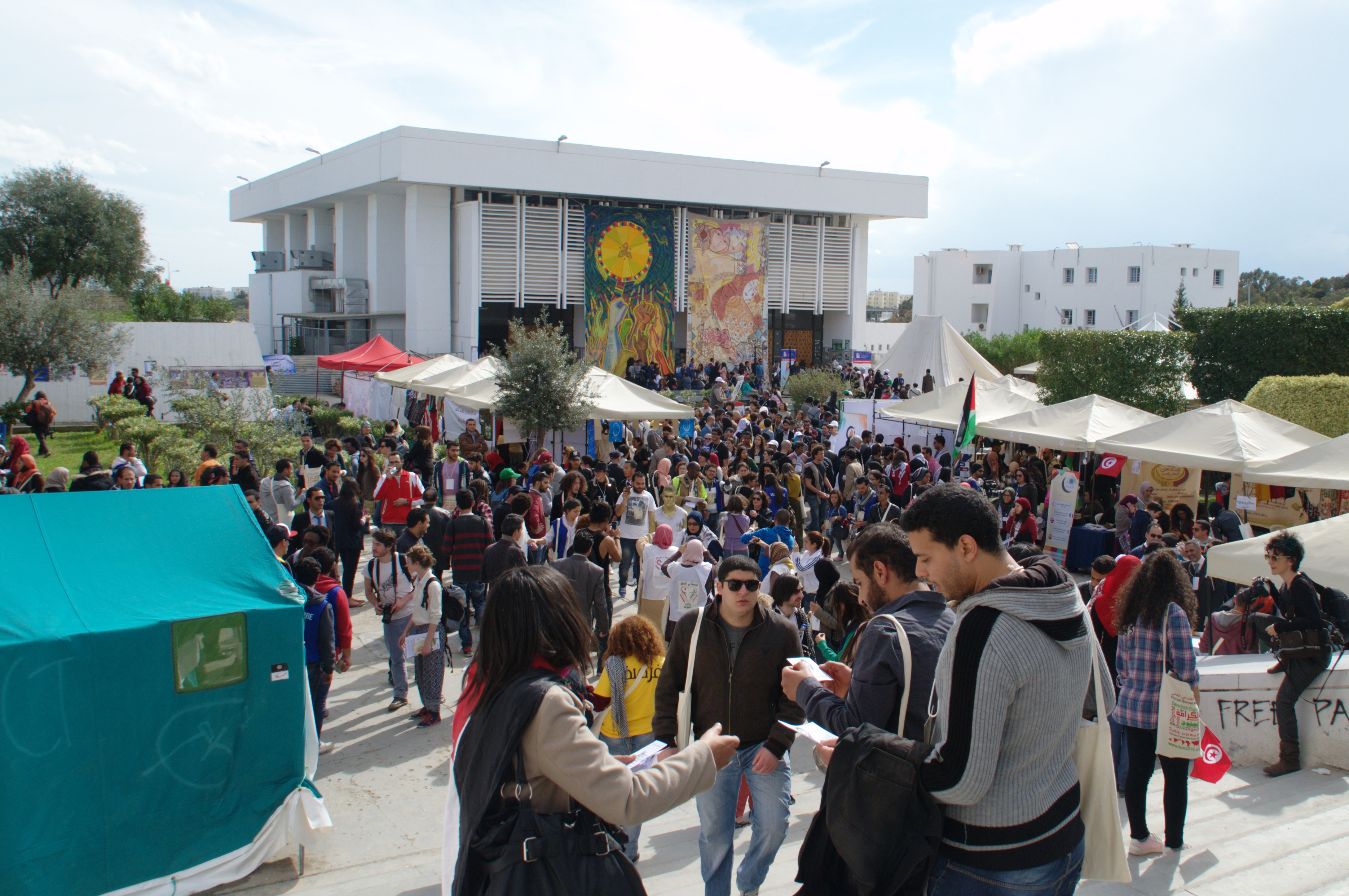
منظر للمنتدى الاجتماعي العالمي

منذ ما قبل الحادث قرر انعقاد المؤتمر الرابع عشر للمنتدى الاجتماعي العالمي للمرة الثانية على التوالي في تونس، وصادف وأن التقى افتتاح هذا المؤتمر بيوم افتتاح متحف باردو أسبوع بعد الهجوم، وتم القيام بمسيرة حاشدة ضمت الألاف من المشاركين في المؤتمر من أكثر من 120 دولة وذلك انطلاقا من ساحة باب سعدون وذلك فاتجاه ساحة باردو أمام المتحف، تم تنظيم هذه المسيرة تحت عنوان شعوب العالم موحدة ضد الإرهاب .

## إعادة فتح المتحف
تم القيام بحفلة لإعادة افتتاح متحف باردو 6 أيام بعد الهجوم وذلك في الثلاثاء 24 مارس 2015 وتم القيام بعدة نشاطات وذلك بدعوة المئات من الشخصيات التونسية والعربية والعالمية وكذلك عدد كبير من السياح والإعلاميين وشهد عدة فقرات منها فقرة لفرقة الباليه الطفولية في تونس وكذلك عزف على مدى الحفل من قبل الأوركسترا السمفوني التونسي وأيضا عرض تمثيلي لعدة شبان ونشاطات أخرى.
لأسباب أمنية تم إرجاء افتتاح المتحف للعموم ليوم الأحد 29 مارس 2015 واقتصر يوم الثلاثاء فقط لحفل افتتاح. 

تم تأجيل فتح المتهف للعموم بعد ذلك عدة مرات، وفتح إستثنائيا يوم المسيرة الدولية في 29 مارس، وقرر فتحه للعموم في 31 مارس.

## المسيرة الدولية
قررت رئاسة الجمهورية التونسية ورئاسة الوزراء ورئاسة مجلس نواب الشعب بتنظيم مسيرة دولية على غرار مسيرة الجمهورية التي نظمت في باريس عقب الهجوم على صحيفة شارلي إبدو والتي شارك فيها مليوني فرنسي و50 من قادة العالم. ووجهت تونس الدعوة للقيادات العالمية للمشاركة في هذه المسيرة التي نظمت في 29 مارس 2015 في تونس العاصمة. شارك في هذه المسيرة حسب الرئاسات الثلاث كل الأحزاب والمنظمات والجمعيات النقابات التونسية بدون تفرقة وبوحدة وطنية وذلك تنديدا بالإرهاب إضافة للسياسيين والرئيس التونسي السابق المنصف المرزوقي وعموم الشعب التونسي وذلك تحت شعار «بوحدتنا ننتصر على الإرهاب» وتم إطلاق شعار «العالم باردو» («Le Monde Est Bardo») و(«The World Is Bardo») وذلك على غرار «أنا باردو» («Je Suis Bardo»). 

يوجد أسفله المشاركين، علما أنها ليست نهائية:
- منظمة السياحة العالمية: طالب الرفاعي (رئيس).
- الاتحاد الأوروبي: فيديريكا موغيريني (رئيسة المفوضية الأوروبية للشؤون الخارجية).
- البرلمان العربي: أحمد محمد راشد الجروان الشامسي (رئيس البرلمان العربي).
- البرلمان الأوروبي: رامون لويس فالكارسال (نائب الرئيس).
- منظمة التعاون الإسلامي: سلمان الشيخ (سفير المنظمة).
- يونسكو: إيرينا بوكوفا (المديرة العامة).
- اللجنة الأولمبية الدولية: نوال المتوكل (نائبة الرئيس).
- فرنسا: فرانسوا أولاند (رئيس الجمهورية)، كلود بارتولون (رئيس الجمعية الوطنية الفرنسية)، إليزابيث جيجو (رئيسة لجنة العلاقات الخارجية بالجمعية الوطنية), برترون ديلانوي (عمدة باريس السابق)، بوريا أميرشاهي (نائب عن الدائرة 9 للفرنسيين في الخارج)، رازي حمادي (نائب عن سين سان دوني)، هرلام ديزير (كاتب الدولة للشؤون الأوروبية)، سيسيل دوفلو (الوزيرة السابقة والنائبة الحالية عن الدائرة 6 لباريس)، فريديريك ميتران (وزير سابق)، سيرج مواتي (صحفي، كاتب ومخرج).
- فلسطين: محمود عباس (رئيس الدولة).
- بولندا: برونيسواف كوموروفسكي (رئيس الجمهورية).
- الغابون: علي بونغو أونديمبا (رئيس الجمهورية).
- إيطاليا: ماتيو رينزي (رئيس الوزراء)، لورا بولدريني (رئيسة مجلس النواب الإيطالي).
- الجزائر: عبد المالك سلال (رئيس الوزراء).
- بلجيكا: شارل ميشيل (رئيس الوزراء).
- ليبيا: عبد الله الثني (رئيس الوزراء)، المبروك قريرة عمران (وزير العدل)، فتحي المجبري (وزير التعليم).
- البحرين: خالد بن عبد الله آل خليفة (نائب رئيس الوزراء).
- تركيا: نعمان كورتولموش (نائب رئيس الوزراء).
- سويسرا: كلود إش (رئيس مجلس الولايات الغرفة العليا في البرلمان).
- الكويت: مبارك الخرينج (نائب رئيس مجلس الأمة الكويتي).
- العراق: نصير العاني (رئيس ديوان رئيس الجمهورية).
- المغرب: أحمد التوهامي (ممثل رئيس مجلس النواب).
- إسبانيا: خوسيه مانويل غارسيا مارغالو (وزير الخارجية).
- هولندا: برت كوندرز (وزير الخارجية)
- ألمانيا: توماس دو مازيار (وزير الداخلية، يذكر أن أنغيلا ميركل اعتذرت عن الحضور بسبب حادث رحلة جيرمانوينغز 9525).
- الأردن: حسين هزاع المجالي (وزير الداخلية).
- قطر: حمد بن عبد العزيز الكواري (وزير الثقافة).
- الإمارات العربية المتحدة: نهيان بن مبارك آل نهيان (وزير الثقافة).
- المملكة المتحدة: جويس أنلاي (كاتبة الدولة للشؤون الخارجية).
- مصر: عبد الرحمان صلاح (مساعد وزير الخارجية).

وفد مجتمعي فرنسي شارك في المسيرة ومن أهمهم، ليلى تكاية (رئيسة مكتب الديوان الوطني التونسي للسياحة في باريس)، لطيفة بن زياتن (ناشطة فرنسية مسلمة من أصل مغربي كان إبنها الجندي أول من قتل في حادثة ميدي بيرينيه 2012)، دومينيك سوبو (رئيس جمعية أس أو أس عنصرية وهي من أكبر الجمعيات المناهضة للعنصرية في فرنسا)، سيريل حنونة (إعلامي وفكاهي فرنسي من أصل يهودي تونس)، سماعين (ممثل وفكاهي فرنسي من أصل جزائري)، كومبو (فنان شارع فرنسي من أصل مسيحي لبناني ومسلم مغربي) وآخرين.

## نصب تذكاري
تم تدشين نصب تذكاري في مدخل المتحف يوم المسيرة الدولية من قبل قادة العالم المشاركين فيها، وحمل هذا النصب أسماء الضحايا 22 الذين وقعوا في الحادثة. يتمثل النصب في لوحة فسيفسائية مكتوب عليها أسماء الضحايا بالأحرف اللاتينية ورموز جنسياتهم. في أعلى اللوحة كتب بالعربية عبارة تخليدا وتحتها نفس العبارة بالأحرف اللاتينية In Memoriam.

## مقالات ذات صلة
- العالم باردو
- المتحف الوطني بباردو
- السياحة في تونس
- تفجير جربة 2002
- أحداث جبل الشعانبي
- قائمة الحوادث الإرهابية، 2015
- قائمة الحوادث الإرهابية في تونس

## روابط خارجية
- الموقع الرسمي لمتحف باردو.